# 미국 환경보호청

환경보호청 문장

환경보호청 로고

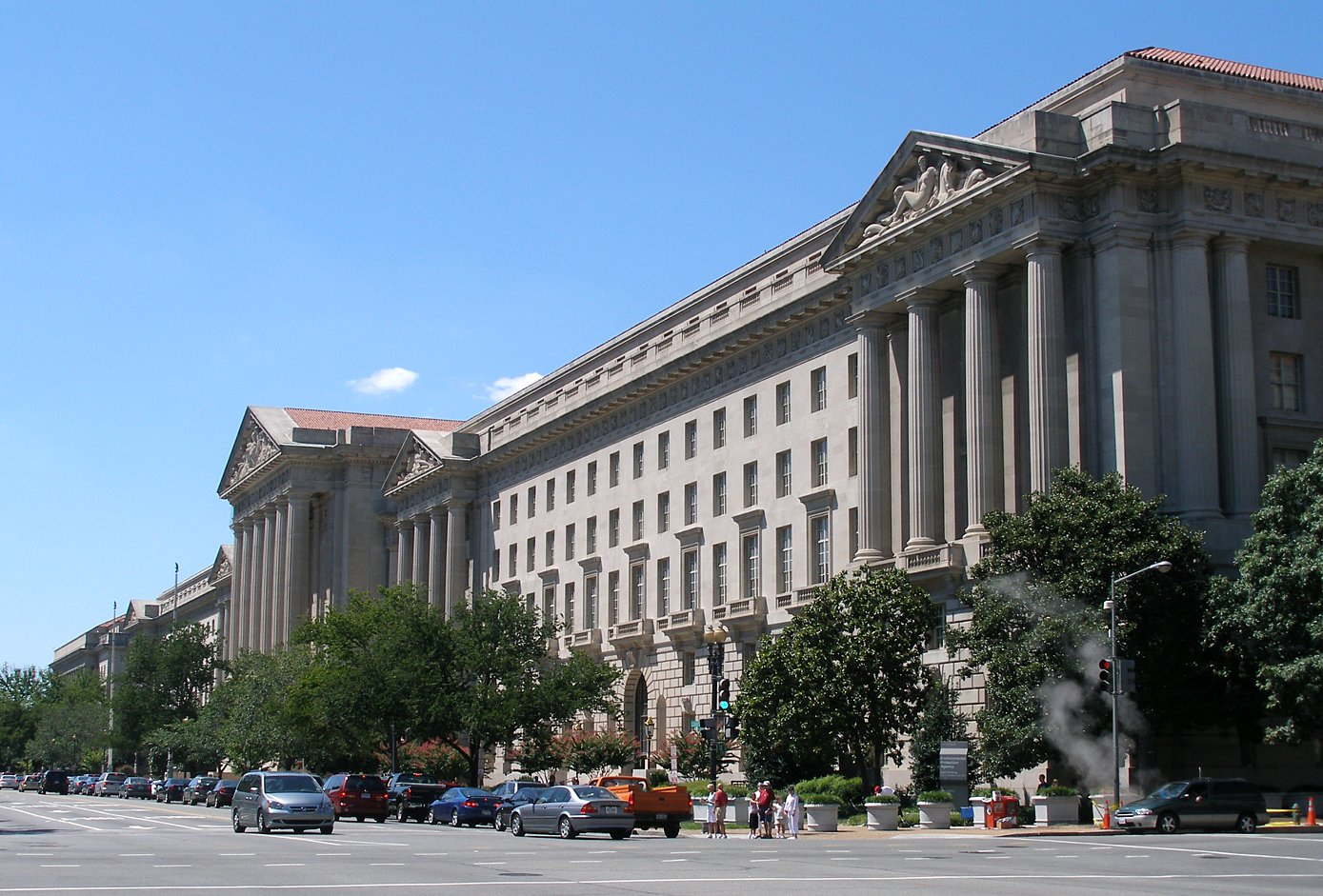
환경보호청 본부

미국 환경보호청(영어: United States Environmental Protection Agency, EPA)은 미국 환경에 관련한 모든 입법 제정 및 법안 예산을 책정한다. 환경보호청은 미국 국민의 건강과 환경 보전을 그 임무로 하고 있다. 1970년에 설립되었다.